# Färöischer Fußballpokal 2013
Der Färöische Fußballpokal 2013, ebenfalls bekannt als Løgmanssteypið 2013, fand zwischen dem 30. März und 24. August 2013 statt und wurde zum 59. Mal ausgespielt. Im Endspiel, welches im Tórsvøllur-Stadion in Tórshavn auf Kunstrasen ausgetragen wurde, siegte Titelverteidiger Víkingur Gøta mit 2:0 gegen EB/Streymur und konnte den Pokal somit zum dritten Mal gewinnen. Zudem nahm Víkingur Gøta dadurch an der 1. Qualifikationsrunde zur UEFA Europa League 2014/15 teil.
Víkingur Gøta und EB/Streymur belegten in der Meisterschaft die Plätze sechs und fünf. Für Víkingur Gøta war es der dritte Sieg bei der dritten Finalteilnahme, für EB/Streymur die dritte Niederlage bei der siebten Finalteilnahme. Mit Skála ÍF und FC Suðuroy erreichten zwei Zweitligisten das Viertelfinale.

## Teilnehmer
Teilnahmeberechtigt waren alle 18 A-Mannschaften der vier färöischen Ligen. Im Einzelnen waren dies:
| Effodeildin | 1. Deild                                  | 2. Deild                                | 3. Deild    |
| 07 Vestur AB Argir B36 Tórshavn EB/Streymur HB Tórshavn ÍF Fuglafjørður KÍ Klaksvík NSÍ Runavík TB Tvøroyri Víkingur Gøta | B68 Toftir B71 Sandur FC Suðuroy Skála ÍF | FF Giza/FC Hoyvík MB Miðvágur Undrið FF | Royn Hvalba |

## Modus
Sämtliche Erst- und Zweitligisten waren für die 1. Runde gesetzt. Die verbliebenen unterklassigen Mannschaften spielten in einer Runde die restlichen beiden Teilnehmer aus. Alle Runden wurden im K.-o.-System ausgetragen.

## Qualifikationsrunde
Die Partien der Qualifikationsrunde fanden am 30. März statt.
|                   | Ergebnis  |             |
| ----------------- | --------- | ----------- |
| FF Giza/FC Hoyvík | 2:0 (0:0) | MB Miðvágur |
| Undrið FF         | 5:1 (1:1) | Royn Hvalba |

## 1. Runde
Die Partien der 1. Runde fanden am 13. und 14. April statt.
|                   | Ergebnis  |                 |
| ----------------- | --------- | --------------- |
| FF Giza/FC Hoyvík | 1:9 (0:2) | EB/Streymur     |
| AB Argir          | 1:2 (0:1) | ÍF Fuglafjørður |
| B36 Tórshavn      | 1:2 (0:2) | Víkingur Gøta   |
| B68 Toftir        | 0:3 (0:2) | KÍ Klaksvík     |
| B71 Sandur        | 1:5 (0:3) | HB Tórshavn     |
| FC Suðuroy        | 2:1 (1:0) | Undrið FF       |
| NSÍ Runavík       | 2:0 (1:0) | TB Tvøroyri     |
| Skála ÍF          | 2:1 (0:0) | 07 Vestur       |

## Viertelfinale
Die Viertelfinalpartien fanden am 5. Mai statt.
|               | Ergebnis              |                 |
| ------------- | --------------------- | --------------- |
| HB Tórshavn   | 0:0 n. V. (3:5 i. E.) | EB/Streymur     |
| KÍ Klaksvík   | 1:0 (1:0)             | ÍF Fuglafjørður |
| Skála ÍF      | 0:3 (0:2)             | NSÍ Runavík     |
| Víkingur Gøta | 4:1 (2:1)             | FC Suðuroy      |

## Halbfinale
Die Hinspiele im Halbfinale fanden am 29. Mai statt, die Rückspiele am 7. August.
|               | Gesamt |             | Hinspiel  | Rückspiel |
| ------------- | ------ | ----------- | --------- | --------- |
| KÍ Klaksvík   | 2:3    | EB/Streymur | 1:1 (0:1) | 1:2 (0:2) |
| Víkingur Gøta | 4:3    | NSÍ Runavík | 3:2 (1:1) | 1:1 (1:0) |

## Finale
| Paarung        | EB/Streymur – Víkingur Gøta |
| Ergebnis       | 0:2 (0:2) |
| Datum          | 24. August 2013 |
| Stadion        | Tórsvøllur, Tórshavn |
| Zuschauer      | 2884 |
| Schiedsrichter | Rúni Gaardbo (Toftir) |
| Tore           | 0:1 Finnur Justinussen (14.) 0:2 Sølvi Vatnhamar (19.) |
| EB/Streymur    | René Tórgarð – Gert Aage Hansen, Egil á Bø, Dánjal S. Davidsen, Pætur Dam Jacobsen – Hans Pauli Samuelsen , Marni Djurhuus, Levi Hanssen – Leif Niclasen (73. Rógvi Egilstoft Nielsen), Arnar Dam (66. Niels Pauli B. Danielsen), Arnbjørn T. Hansen (13. Gunnar Zachariasen) Cheftrainer: Rúni Nolsøe                     |
| Víkingur Gøta  | Túri Géza Tamas – Hanus Jacobsen, Atli Gregersen , Dánjal Pauli Lervig (46. Kaj Leo í Bartalsstovu), Sam Jacobsen – Bárður J. Hansen, Erling D. Jacobsen, Jann Ingi Petersen (80. Sverri Jacobsen), Sølvi Vatnhamar (85. Hans Jørgen Djurhuus) – Filip Djordjevic, Finnur Justinussen Cheftrainer: Sigfríður S. Clementsen |
| Gelbe Karten   | keine – Jann Ingi Petersen, Finnur Justinussen, Sølvi Vatnhamar |

## Torschützenliste
Bei gleicher Anzahl von Treffern sind die Spieler nach dem Nachnamen alphabetisch geordnet.
| Platz | Spieler             | Verein        | Tore |
| ----- | ------------------- | ------------- | ---- |
| 1     | Finnur Justinussen  | Víkingur Gøta | 05   |
| 2     | Erling Fles         | Undrið FF     | 04   |
| 3     | Klæmint A. Olsen    | NSÍ Runavík   | 03   |
| 4     | Palli Augustinussen | FC Suðuroy    | 02   |
| 4     | Árni Frederiksberg  | NSÍ Runavík   | 02   |
| 4     | Pætur Dam Jacobsen  | EB/Streymur   | 02   |